# یانینا گودلفسکا-بوگوتسکا
یانینا گودلفسکا-بوگوتسکا (لهستانی: Janina Godlewska-Boguckas؛ زادهٔ ۸ مارس ۱۹۰۸–۱۹ ژوئیه ۱۹۹۲) بازیگر و خواننده اهل لهستان و همسر بازیگر و خوانندهٔ لهستانی آندژی بوگوتسکی بود. یکی دیگر از دلایل شهرت او آن است که در طول جنگ جهانی دوم، به یهودیان در مخفی شدن و فرار از دست نیروهای نازی کمک کرد؛ از جمله پناه دادن به موسیقی‌دان و نوازنده پیانو ووادیسواف اشپیلمان. در فیلم پیانیست به کارگردانی رومن پولانسکی، نقش او را روث پلات بازیگر بریتانیایی بازی کرده است. او در سال ۱۹۷۸ برندهٔ نشان افتخار «درستکار در میان ملل» شد. به ابتکار ووادیسواف اشپیلمان، درختی در یَد وشِم برای بزرگداشت او زنده نگه داشتن خاطرش کاشته شد. او در گورستان پوونسکوفسکی در ورشو به خاک سپرده شده است.